# Eesti Laul 2021
La tredicesima edizione dell'Eesti Laul si è svolta dal 18 febbraio al 6 marzo 2021 e ha selezionato il rappresentante dell'Estonia all'Eurovision Song Contest 2021 a Rotterdam.
Il vincitore è stato Uku Suviste con The Lucky One.

## Organizzazione
Dopo la cancellazione dell'Eurovision Song Contest 2020 a causa della pandemia di COVID-19, il 18 marzo 2020 l'emittente estone Eesti Rahvusringhääling (ERR) ha confermato la sua partecipazione all'edizione del 2021, ospitata nuovamente dalla città olandese di Rotterdam, annunciando inoltre l'organizzazione della 13ª edizione dell'Eesti Laul per selezionare il proprio rappresentante, nonché garantendo un posto di diritto per le semifinali ad Uku Suviste, vincitore dell'edizione precedente.
Il festival si è articolato in due semifinali da 12 partecipanti, che si sono tenute rispettivamente presso gli studi televisivi Eesti Televisioon (ETV) di Tallinn il 18 e il 20 febbraio 2020, e in una finale il successivo 6 marzo.
Il voto combinato dei giurati e del pubblico ha deciso i primi 8 classificati da ciascuna semifinale; un secondo round di votazione, basato unicamente sul televoto, ha selezionato i 6 finalisti. Per quanto riguarda il sistema di voto nella finale, si è mantenuto quello delle edizioni precedenti: giuria e televoto hanno deciso i primi 3 classificati in una prima fase, ed il solo voto del pubblico ha decretato il vincitore nel secondo round.

## Partecipanti
ERR ha selezionato i 24 partecipanti fra le 156 proposte ricevute. I primi 12 sono stati annunciati l'11 novembre 2020, mentre la seconda metà è stata rivelata il giorno successivo. Tutti i brani sono stati pubblicati per intero sul sito ufficiale dell'emittente il 5 dicembre.
| Artista                            | Titolo                        | Lingua           | Compositori                                                                |
| ---------------------------------- | ----------------------------- | ---------------- | -------------------------------------------------------------------------- |
| Alabama Watchdog                   | Alabama Watchdog              | Inglese          | Ken Einberg                                                                |
| Andrei Zevakin & Pluuto            | Wingman                       | Estone           | Andrei Zevakin, Henry Orlov                                                |
| Egert Milder                       | Free Again                    | Inglese          | Kaspar Kalluste, Matteo Capreoli, Egert Milder                             |
| Gram-of-Fun                        | Lost in a Dance               | Inglese          | Martin Kuut, Kristel Aaslaid, Raul Ojamaa, Kostja Tsõbulevski, Mikk Simson |
| Hans Nayna                         | One by One                    | Inglese          | Vahur Valgmaa, Hans Nayna                                                  |
| Helen                              | Nii kõrgele                   | Estone           | Rob Montes, Jason Hunter, Renae Rain, Helen Randmets                       |
| Heleza                             | 6                             | Estone, francese | Karl Killing, Helena Põldmaa                                               |
| Ivo Linna, Robert Linna, Supernova | Ma olen siin                  | Estone           | Rainer Michelson, Robert Linna                                             |
| Jüri Pootsmann                     | Magus melanhoolia             | Estone           | Jüri Pootsmann, Joonas Mattias Sarapuu, Jana Hallas, Aleksi Liski          |
| Kadri Voorand                      | Energy                        | Inglese          | Kadri Voorand                                                              |
| Karl Killing                       | Kiss Me                       | Inglese          | Karl Killing                                                               |
| Kéa                                | Hypnotized                    | Inglese          | Ketter Orav, Sander Sadam, Alvar Antson                                    |
| Koit Toome                         | We Could Have Been Beautiful  | Inglese          | Joonas Parkkonen, Koit Toome, Peppina Pällijeff                            |
| Kristin Kalnapenk                  | Find a Way                    | Inglese          | Kristin Kalnapenk, Hannes Agur Vellend                                     |
| Nika Marula                        | Calm Down                     | Inglese          | Andrei Zevakin, Nika Marula, Daniil Kotilevits                             |
| Rahel                              | Sunday Night                  | Inglese          | Rahel Ollisaar, Frederik Küüts                                             |
| Redel                              | Tartu                         | Estone           | Kristjan Oden, Indrek Vaheoja                                              |
| Sissi                              | Time                          | Inglese          | Sissi Nylia Benita, Andrei Zevakin, Kelly Tulvik                           |
| Suured tüdrukud                    | Heaven's Not That Far Tonight | Inglese          | Koit Toome, Gevin Niglas, Karl Killing                                     |
| Tanja                              | Best Night Ever               | Inglese          | Timo Vendt, Tanja Mihhailova-Saar, Mihkel Mattisen                         |
| Tuuli Rand                         | Üks öö                        | Estone           | Gevin Niglas, Kristel Aaslaid, Tuuli Rand                                  |
| Uku Haasma                         | Kaos                          | Estone           | Uku Haasma, Henri Erik Tammai, Rudolf Toltsberg                            |
| Uku Suviste                        | The Lucky One                 | Inglese          | Uku Suviste, Dīmītrīs Kontopoulos, Sharon Vaugh                            |
| Wiiralt                            | Tuuled                        | Estone           | Pat Lyons, Martin Saaremägi                                                |

## Semifinali

### Prima semifinale
Qualificato dal primo round di voto della giuria e televoto
     Qualificato dal secondo round di solo televoto
| #  | Artista                            | Titolo                       | Primo round | Primo round | Primo round | Primo round | Primo round | Primo round | Secondo round | Secondo round |
| #  | Artista                            | Titolo                       | Giuria      | Giuria      | Televoto    | Televoto    | Totale      | Posizione   | Televoto      | Posizione     |
| -- | ---------------------------------- | ---------------------------- | ----------- | ----------- | ----------- | ----------- | ----------- | ----------- | ------------- | ------------- |
| 1  | Tanja                              | Best Night Ever              | 25          | 1           | 685         | 2           | 3           | 10          | 781           | 3             |
| 2  | Hans Nayna                         | One by One                   | 40          | 3           | 916         | 4           | 7           | 8           | 1 083         | 2             |
| 3  | Wiiralt                            | Tuuled                       | 59          | 6           | 945         | 5           | 11          | 5           | 737           | 4             |
| 4  | Kéa                                | Hypnotized                   | 37          | 2           | 411         | 0           | 2           | 11          | 446           | 6             |
| 5  | Andrei Zevakin & Pluuto            | Wingman                      | 14          | 0           | 1 476       | 8           | 8           | 6           | 1 593         | 1             |
| 6  | Karl Killing                       | Kiss Me                      | 54          | 5           | 1 151       | 7           | 12          | 4           | –             | –             |
| 7  | Nika Marula                        | Calm Down                    | 62          | 7           | 548         | 1           | 8           | 7           | 686           | 5             |
| 8  | Egert Milder                       | Free Again                   | 100         | 10          | 1 136       | 6           | 16          | 3           | –             | –             |
| 9  | Tuuli Rand                         | Üks öö                       | 9           | 0           | 278         | 0           | 0           | 12          | 164           | 8             |
| 10 | Koit Toome                         | We Could Have Been Beautiful | 111         | 12          | 2 873       | 12          | 24          | 1           | –             | –             |
| 11 | Kristin Kalnapenk                  | Find a Way                   | 51          | 4           | 705         | 3           | 7           | 9           | 412           | 7             |
| 12 | Ivo Linna, Robert Linna, Supernova | Ma olen siin                 | 76          | 8           | 1 519       | 10          | 18          | 2           | –             | –             |

### Seconda semifinale
Qualificato dal primo round di voto della giuria e televoto
     Qualificato dal secondo round di solo televoto
| #  | Artista          | Titolo                        | Primo round | Primo round | Primo round | Primo round | Primo round | Primo round | Secondo round | Secondo round |
| #  | Artista          | Titolo                        | Giuria      | Giuria      | Televoto    | Televoto    | Totale      | Posizione   | Televoto      | Posizione     |
| -- | ---------------- | ----------------------------- | ----------- | ----------- | ----------- | ----------- | ----------- | ----------- | ------------- | ------------- |
| 1  | Sissi            | Time                          | 44          | 4           | 1 797       | 5           | 9           | 7           | 2 451         | 2             |
| 2  | Gram-of-Fun      | Lost in a Dance               | 67          | 8           | 1 403       | 3           | 11          | 6           | 1 771         | 3             |
| 3  | Kadri Voorand    | Energy                        | 107         | 10          | 2 680       | 7           | 17          | 2           | –             | –             |
| 4  | Helen            | Nii kõrgele                   | 3           | 0           | 1 210       | 2           | 2           | 10          | 1 270         | 5             |
| 5  | Redel            | Tartu                         | 63          | 6           | 2 876       | 8           | 14          | 5           | 2 600         | 1             |
| 6  | Rahel            | Sunday Night                  | 33          | 1           | 839         | 0           | 1           | 11          | 819           | 7             |
| 7  | Uku Haasma       | Kaos                          | 12          | 0           | 654         | 0           | 0           | 12          | 522           | 8             |
| 8  | Heleza           | 6                             | 35          | 2           | 1 494       | 4           | 6           | 9           | 1 345         | 4             |
| 9  | Uku Suviste      | The Lucky One                 | 41          | 3           | 6 291       | 12          | 15          | 3           | –             | –             |
| 10 | Alabama Watchdog | Alabama Watchdog              | 64          | 7           | 1 052       | 1           | 8           | 8           | 1 022         | 6             |
| 11 | Jüri Pootsmann   | Magus melanhoolia             | 110         | 12          | 2 119       | 6           | 18          | 1           | –             | –             |
| 12 | Suured tüdrukud  | Heaven's Not That Far Tonight | 59          | 5           | 5 370       | 10          | 15          | 4           | –             | –             |

## Finale
| #  | Artista                            | Titolo                        | Punteggio | Punteggio | Punteggio | Punteggio | Punteggio | Posizione |
| #  | Artista                            | Titolo                        | Giuria    | Giuria    | Televoto  | Televoto  | Totale    | Posizione |
| -- | ---------------------------------- | ----------------------------- | --------- | --------- | --------- | --------- | --------- | --------- |
| 1  | Egert Milder                       | Free Again                    | 24        | 1         | 1 871     | 1         | 2         | 12        |
| 2  | Suured tüdrukud                    | Heaven's Not That Far Tonight | 34        | 2         | 5 002     | 6         | 8         | 7         |
| 3  | Hans Nayna                         | One by One                    | 47        | 6         | 1 754     | 0         | 6         | 10        |
| 4  | Ivo Linna, Robert Linna, Supernova | Ma olen siin                  | 18        | 0         | 2 030     | 2         | 2         | 11        |
| 5  | Karl Killing                       | Kiss Me                       | 61        | 8         | 1 678     | 0         | 8         | 8         |
| 6  | Uku Suviste                        | The Lucky One                 | 42        | 3         | 11 393    | 12        | 15        | 1         |
| 7  | Sissi                              | Time                          | 73        | 12        | 4 186     | 3         | 15        | 3         |
| 8  | Jüri Pootsmann                     | Magus melanhoolia             | 59        | 7         | 6 193     | 8         | 15        | 2         |
| 9  | Redel                              | Tartu                         | 17        | 0         | 5 160     | 7         | 7         | 9         |
| 10 | Koit Toome                         | We Could Have Been Beautiful  | 43        | 4         | 6 779     | 10        | 14        | 4         |
| 11 | Andrei Zevakin & Pluuto            | Wingman                       | 63        | 10        | 4 944     | 4         | 14        | 5         |
| 12 | Kadri Voorand                      | Energy                        | 44        | 5         | 4 966     | 5         | 10        | 6         |

### Superfinale
| # | Artista        | Titolo            | Televoto | Televoto | Posizione |
| - | -------------- | ----------------- | -------- | -------- | --------- |
| 1 | Uku Suviste    | The Lucky One     | 24 081   | 46,12%   | 1         |
| 2 | Sissi          | Time              | 15 357   | 29,41%   | 2         |
| 3 | Jüri Pootsmann | Magus melanhoolia | 12 776   | 24,47%   | 3         |